# Helena Bonham Carter
Helena Bonham Carter (ur. 26 maja 1966 w Londynie) – brytyjska aktorka. Dwukrotnie nominowana do Oscara za role w filmach Miłość i śmierć w Wenecji oraz Jak zostać królem. Dziewięciokrotnie nominowana do Złotych Globów.

## Życiorys
Urodziła się w londyńskiej Golders Green, gminie London Borough of Barnet. Pochodzi z rodziny znanych polityków i bankierów. Jej ojciec, Raymond Bonham Carter (1929–2004), wnuk premiera Wielkiej Brytanii lorda Herberta Henry’ego Asquitha i syn Violet Bonham Carter – pierwszej kobiety, która została liderką brytyjskiej Partii Liberalnej, był bankierem. Matka aktorki, Elena z domu Propper de Callejón, mająca pochodzenie hiszpańsko–żydowskie, jest psychoterapeutką.
Zadebiutowała w wieku 15 lat, występując w reklamie. Kilka lat później trafiła do filmu – zagrała tytułową rolę w filmie Trevora Nunna Lady Jane (1986). Ale dopiero rola w filmie Pokój z widokiem, zrealizowanym przez duet Merchant-Ivory, przyniosła jej popularność. Później pojawiała się jeszcze w kilku wyprodukowanych przez nich filmach, m.in. Maurycy czy Powrót do Howards End. W filmach tych dała się poznać jako aktorka wspaniale odgrywająca role dziewiętnastowiecznych kobiet. Pod koniec lat 90. Helena Bonham Carter wyłamała się z tego schematu i pojawiła się także we współczesnych produkcjach, m.in. filmie Woody’ego Allena Jej wysokość Afrodyta. 
Wystąpiła w czterech filmach z serii Harry Potter, w których wcieliła się w rolę Bellatrix Lestrange.
Wielokrotnie grała w duecie z innym hollywoodzkim aktorem, Johnnym Deppem, m.in. w Gnijącej pannie młodej (2005), Sweeney Todd (2007), Alicji w Krainie Czarów (2010), czy Jeźdźcu znikąd (2013).
Zasiadała w jury konkursu głównego na 59. MFF w Cannes (2006).

## Życie prywatne
Była w związku z reżyserem i scenarzystą Timem Burtonem, z którym ma syna Billy’ego Raya (ur. 4 października 2003) oraz córkę Nell (ur. 15 grudnia 2007). Po 13 latach para rozstała się pod koniec 2014 roku.

## Odznaczenia
W 2012 roku została odznaczona przez Królową Elżbietę II Orderem Imperium Brytyjskiego w stopniu Komandora.

## Filmografia

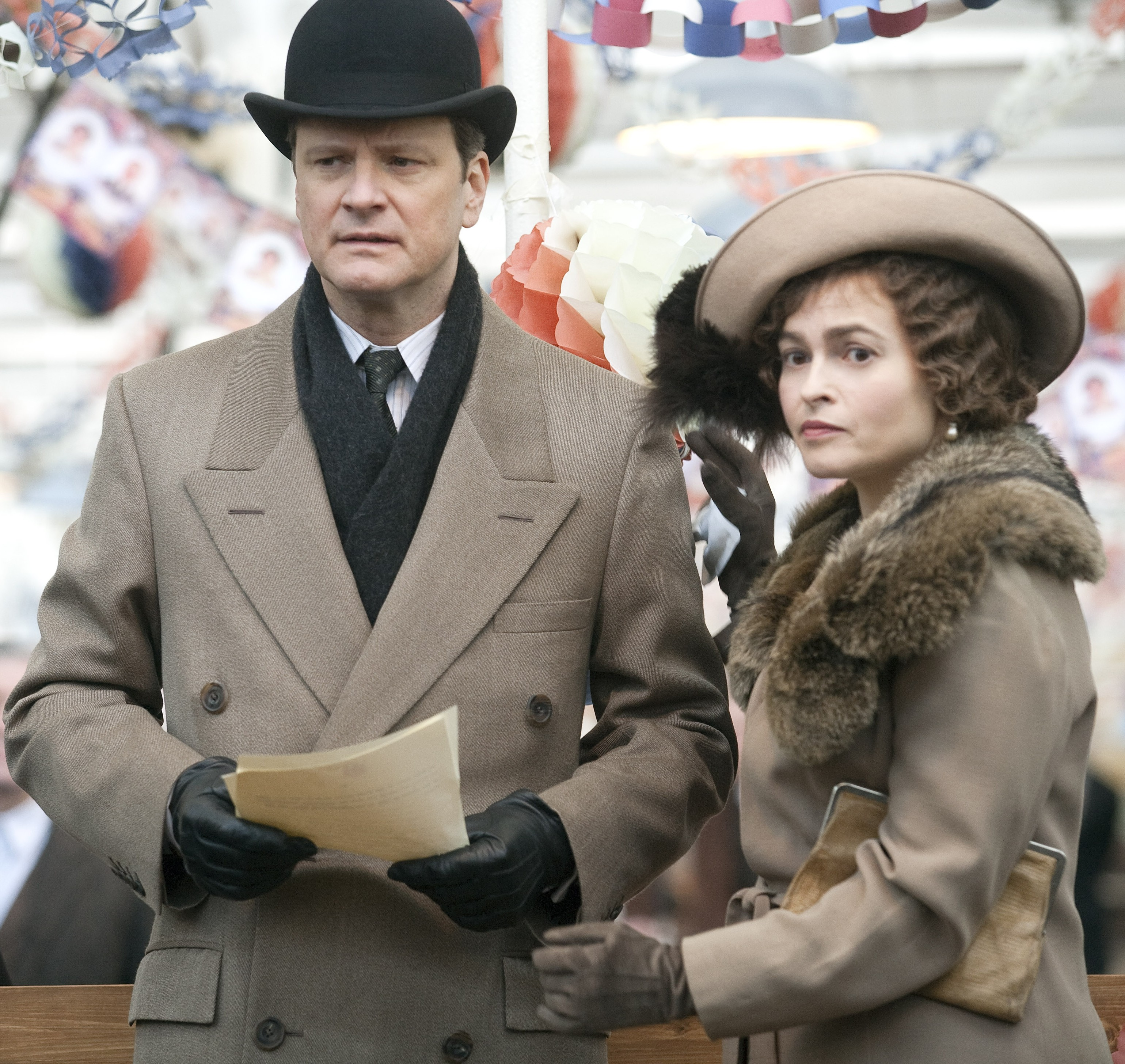
Colin Firth i Helena Bonham Carter na planie filmowym.

### Filmy fabularne
- 2023: One Life jako Babi Winton
- 2022: Enola Holmes 2 jako Eudoria Holmes[7]
- 2020: Enola Holmes jako Eudoria Holmes
- 2018: Ocean’s 8 jako Rose Weil
- 2017: 55 kroków jako Eleonor Riese
- 2016: Alicja po drugiej stronie lustra (Alice in Wonderland: Through the Looking Glass) jako Czerwona Królowa
- 2015: Kopciuszek (Cinderella) jako wróżka chrzestna
- 2014: Turks & Caicos jako Margot Tyrrell
- 2013: The Young and Prodigious Spivet jako doktor Clair
- 2013: Burton and Taylor jako Elizabeth Taylor
- 2013: Jeździec znikąd (The Lone Ranger) jako Red
- 2013: Wielkie nadzieje (Great Expectations) jako panna Havisham
- 2012: A Therapy jako pacjentka
- 2012: Les Misérables. Nędznicy (Les Misérables) jako Madame Thénardier
- 2012: Mroczne cienie (Dark Shadows) jako dr Julia Hoffman
- 2011: Harry Potter i Insygnia Śmierci: Część II (Harry Potter and the Deathly Hallows: Part II) jako Bellatrix Lestrange
- 2011: Dziecko Grufołaka jako matka wiewiórki (głos)
- 2010: Tost. Historia chłopięcego głodu (Toast) jako panna Joan Potter
- 2010: Harry Potter i Insygnia Śmierci: Część I (Harry Potter and the Deathly Hallows: Part I) jako Bellatrix Lestrange
- 2010: Jak zostać królem (The King’s Speech) jako Elżbieta „królowa matka” Bowes-Lyon
- 2010: Alicja w Krainie Czarów (Alice in Wonderland) jako Czerwona Królowa
- 2009: Grufołak jako matka wiewiórki (głos)
- 2009: Enid jako Enid Blyton
- 2009: Harry Potter i Książę Półkrwi (Harry Potter and the Half-Blood Prince) jako Bellatrix Lestrange
- 2009: Terminator: Ocalenie (Terminator Salvation) jako dr Serena Kogan
- 2007: Harry Potter i Zakon Feniksa (Harry Potter and the Order of the Phoenix) jako Bellatrix Lestrange
- 2007: Sweeney Todd: Demoniczny golibroda z Fleet Street (Sweeney Todd: The Demon Barber of Fleet Street) jako pani Lovett
- 2006: Sześćdziesiąty szósty (Sixty Six) jako Esther Reuben
- 2005: Charlie i fabryka czekolady (Charlie and the Chocolate Factory) jako pani Bucket
- 2005: Rozmowy z innymi kobietami (Conversations with Other Women) jako kobieta
- 2005: Siedmioro wspaniałych (Magnificent 7) jako Maggi Jackson
- 2005: Wallace i Gromit: Klątwa królika (Wallace & Gromit in The Curse of the Were-Rabbit) jako lady Campanula Tottington (głos)
- 2005: Gnijąca panna młoda Tima Burtona (Corpse Bride) jako Gnijąca panna młoda (głos)
- 2003: Duża ryba (Big Fish) jako Jenny / Wiedźma
- 2003: Krwawy tyran – Henryk VIII (Henry VIII) jako Anna Boleyn
- 2002: Miłość mojej młodości (Till Human Voices Wake Us) jako Ruby
- 2002: Na żywo z Bagdadu (Live From Baghdad) jako Ingrid Formanek
- 2002: The Heart of Me jako Dinah
- 2001: Nowokaina (Novocaine) jako Susan Ivey
- 2001: Planeta małp (Planet of the Apes) jako Ari
- 2001: Football jako Mama
- 2000: Carnivale jako Milly (głos)
- 1999: The Nearly Complete and Utter History of Everything jako Lily
- 1999: Podziemny krąg (Fight Club) jako Marla Singer
- 1999: Women Talking Dirty jako Cora
- 1998: Sztuka latania (The Theory of Flight) jako Jane Hatchard
- 1998: Słodycz zemsty (The Revengers’ Comedies) jako Karen Knightly
- 1998: Merlin jako Morgana Le Fay
- 1997: Trzymaj aspidistrę w locie (Keep the Aspidistra Flying) jako Rosemary
- 1997: Miłość i śmierć w Wenecji (The Wings of the Dove) jako Kate Croy
- 1997: The Petticoat Expeditions jako narrator (głos)
- 1996: Teatr cieni (Portraits chinois) jako Ada
- 1996: Wieczór Trzech Króli (Twelfth Night: Or What You Will) jako Olivia
- 1995: Jeremy Hardy Gives Good Sex
- 1995: Jej wysokość Afrodyta (Mighty Aphrodite) jako Amanda
- 1995: Muzeum Margaret (Margaret’s Museum) jako Margaret MacNeil
- 1994: Ciemne oko (A Dark Adapted Eye) jako Dorosła Faith Severn
- 1994: Frankenstein jako Elżbieta
- 1994: Butter jako Dorothy
- 1993: Dancing Queen jako Pandora / Julie
- 1993: Pogrzebana tajemnica (Fatal Deception: Mrs. Lee Harvey Oswald) jako Marina Oswald
- 1992: Powrót do Howards End (Howards End) jako Helen Schlegel
- 1991: Brown Bear’s Wedding jako Biały miś (głos)
- 1991: Tam, gdzie nie chadzają anioły (Where Angels Fear to Tread) jako Caroline Abbott
- 1990: Hamlet jako Ofelia
- 1989: Franciszek (Francesco) jako Klara z Asyżu
- 1989: Bierz co najlepsze (Getting It Right) jako lady Minerva Munday
- 1988: Six Minutes with Ludwig jako Gwiazda
- 1988: Maska (La maschera) jako Iris
- 1987: Maurycy (Maurice) jako Dama na meczu krykieta (niewymieniona w czołówce)
- 1987: The Vision jako Jo Marriner
- 1987: Meandry miłości (A Hazard of Hearts) jako Serena Staverley
- 1986: Lady Jane jako Jane Grey
- 1985: Pokój z widokiem (A Room with a View) jako Lucy Honeychurch
- 1983: A Pattern of Roses jako Netty Bellinger

### Seriale telewizyjne
- 2019–2020: The Crown jako księżniczka Małgorzata
- 1996: The Great War and the Shaping of the 20th Century jako Vera Brittain
- 1994: Absolutnie fantastyczne (Absolutely Fabulous) jako Sen Saffron
- 1991: Jackanory jako narrator
- 1989: Theatre Night jako Raina Petkoff
- 1987: Policjanci z Miami (Miami Vice) jako dr Theresa Lyons

## Nagrody
- Nagroda BAFTA Najlepsza aktorka drugoplanowa: 2011 Jak zostać królem
- Nagroda Gildii Aktorów Ekranowych Najlepsza obsada filmowa: 2011 Jak zostać królem